# Цай Пэй
Цай Пэй (1884 — 1960; кит. упр. 蔡培, пиньинь Cài Péi) — дипломатический и политический деятель в довоенной Китайской республике. Он занимал ряд важных постов во время марионеточного режима Вана Цзинвэя, работал мэром города Нанкина и послом в Японии. Его вторым именем было Цзыпин (кит. 子平).

## Биография
Родился в Уси, провинция Цзянсу. Обучался в Японии и окончил юридический факультет университета Васэда. После возвращения в Китай вместе с Лю Язи стал основателем литературно-поэтического «Южного общества». Затем, был избран членом Законодательного Юаня. В январе 1928 года был назначен законодательным секретарем министерства транспорта в Национальном правительстве. В январе 1930 года был назначен начальником авиационного бюро министерства транспорта. В 1935 году он был переведен на должность начальника Бюро гражданской администрации Министерства внутренних дел.
В марте 1940 года, когда было сформировано реорганизованное Национальное правительство Китая во главе с Ван Цзинвэем, Цай Пэй был назначен вице-министром по торговле и промышленности. В июне занял пост мэра города Нанкина. В декабре вступил в должность председателя комиссии по управлению нормированием. После этого работал в комитете по политическим вопросам Исполнительного Юаня. В марте 1943 года был назначен послом в Японскую империю. После его возвращения в Нанкин в мае 1945 года был назначен членом Национального правительства.
После капитуляции Японии и распада марионеточного реорганизованного Национального правительства Китая, Цай Пэй был арестован как «ханьцзянь» по приказу правительства Чан Кайши в сентябре 1945 года. В июле следующего года ему было предъявлено обвинение в пропаганде «китайско-японской дружбы», признан виновным и приговорён к смертной казни Высоким судом Шанхая. После апелляции в Верховный суд Китая его приговор в ноябре 1947 года был заменён на пожизненное заключение.
Цай Пэй отбывал наказание в Шанхае в тюрьме Тиланьцяо. После образования Китайской Народной Республики его положение не изменилось. В августе 1956 года после ухудшения состояния его здоровья ему было разрешено получить медицинскую помощь. Скончался в тюрьме в 1960 году.